# Hylomys suillus
Espèce
Statut de conservation UICN

 LC  : Préoccupation mineure
Hylomys suillus, aussi appelé petit gymnure, est une espèce de petit mammifère insectivore de la famille des Erinaceidae. Elle fait partie des gymnures (Galericinae), une variante asiatique de hérissons sans piquants.

## Répartition et habitat
Le petit gymnure se trouve en Birmanie, au Laos, au Vietnam, en Thaïlande, en Malaisie, sur l'île de Sumatra, de Java et de Bornéo.

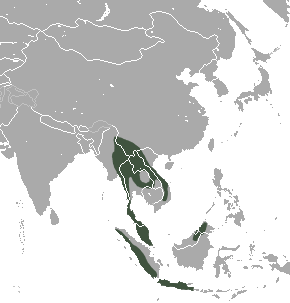
Répartition du petit gymnure

Cette espèce est très présente dans les plaines et les montagnes boisées.

## Description
Le petit gymnure mesure de 10 à 15 cm corps et tête auquel s'ajoute une courte queue de 1 à 3 cm. Il pèse de 12 à 80 g.
Il ressemble à une grosse souris avec un museau long et souple. Sa fourrure est brune.
Il se nourrit d'insectes, de vers et de fruits.
Il se construit des nids de feuilles mortes abrités sous une roche ou un arbre déraciné.
C'est un animal solitaire.